# 阿爾代瓦尼鄉
46°32′N 26°36′E / 46.533°N 26.600°E
阿爾代瓦尼鄉（羅馬尼亞語：Comuna Ardeoani, Bacău），是羅馬尼亞的鄉份，位於該國東北部，由巴克烏縣負責管轄，面積28平方公里，海拔高度327米，2007年人口，人口密度每平方公里92人。